# ジミー桜井
ジミー桜井（Jimmy SAKURAI、10月4日 - ）は、アメリカ・ロサンゼルスを拠点に活動している日本人のロックギタリスト。新潟県十日町市 出身。
LED ZEPPELINのギタリストであるジミー・ペイジを敬愛しており、コピーの域を超えたペイジの再現・継承を生業としている。

## 来歴
- 14歳でギターを手にしKISS等を演奏していた。17歳でレッド・ツェッペリンのジミー・ペイジに影響を受けTokai LS-60（ギブソン・レスポールスタンダードのコピーモデル）を入手し、ツェッペリンのトリビュートバンドLAYLA（レイラ）[3]を結成。以降、着物の営業マンや旅行ガイドといった仕事をサラリーマンとしてこなしながらトリビュートバンドVONZEP（ヴォンゼップ）等に参加してバンド活動をしていた。
- 1990年 バンド活動を目的に上京[4]。
- 1994年 東京でMR.JIMMYを結成。リーダーを務める。
- 2010年 南カリフォルニア・ロサンゼルスでツェッペリン・トリビュート・バンドのトップの1つのLed ZepagainのHOUSE OF BLUES HOLLYWOODでのライブにフランキー・バナリとともにゲスト参加[5]。
- 2012年 10月15日 ジミー・ペイジが南青山のgigabarTokyoでのMR.JIMMYのライブに来場。
- 2014年 米国に移住、Led Zepagainに正式加入。ロサンゼルスを拠点に全米各地、カナダなどをツアーする。
- 2015年 ソニーレコードより『永遠の響（おと）』Vol.1&2を2枚同時リリース。
- 2017年1月　レッド・ツェッペリンの芸術性をライブのエネルギーとともに正しく伝えたいという考え方の相違等から1月のライブをもってLed Zepagainを脱退[6]。自らのバンドMR.JIMMYを米国で再結成。デビュー・ライヴを1969年にツェッペリンが初の全米ツアーで公演を行ったウエストハリウッドのウィスキー・ア・ゴーゴーにて行った。
  - 11月 MR.JIMMY活動と平行して、ジェイソン・ボーナム（レッド・ツェッペリンのオリジナルドラマーである故ジョン・ボーナムの息子）のバンドジェイソン・ボーナムズ・レッド・ツェッペリン・イヴニング (Jason Bonham's Led Zeppelin Evening, JBLZE) の一員に抜擢。全米、カナダをツアー。
- 2018年 JBLZE(Jason Bonham's Led Zeppelin Evening)でデイヴィッド・カヴァデールの居るホワイトスネイク、フォリナーと共に、全米の他オーストラリア、ニュージーランドツアーを行った。

## 使用楽器・ギター ・マンドリン
- Gibson Custom Shop 1993 Les Paul Standard (1958 Reissue)modified & reshaped by FREEDOM CUSTOM GUITAR RESEARCH [7]
- Gibson 1959 Les Paul Standard modified by FREEDOM CUSTOM GUITAR RESEARCH[8]
- Gibson 2008 Les Paul Standard 1958 Re-issue
- Gibson 1990 Les Paul CLASSIC with The Performer (Elides) made by TransPerformance
- Gibson Custom Shop 1991 Les Paul Standard with B Bender (ex Gold Top) modified & refinished by FREEDOM CUSTOM GUITAR RESEARCH
- Gibson 1993 EDS-1275 perfectly modified & reshaped by FREEDOM CUSTOM GUITAR RESEARCH
- Fender 1964 STRATOCASTER (Lake Placid Blue)
- Fender 1959 TELECASTER refinished by FREEDOM CUSTOM GUITAR RESEARCH
- Fender Japan TELECASTER with B Bender modified by FREEDOM CUSTOM GUITAR RESEARCH
- Danelectro 3021
- Harmony SOVEREIGN
- C.F.Martin 1970 D-28
- Gibson 1920 A2(Mandolin)refinished by FREEDOM CUSTOM GUITAR RESEARCH
- Giannini 1970 Craviola 12 strings
- Tokai LS-JIMMY metallic red[8]

他多数。

### 過去の使用ギター
- Tokai LS-60
- Tokai LS-200

他多数。

## シグネチャーモデル
- Tokai LS-JIMMY 2013年リリース。
- NashGuitars S63”Jimmy”Limited / Lake Placid Blue [9]
- NashGuitars T63 ”Jimmy” B.Bender Limited Edition / Mocha

## 人物
- 無類の猫好き[10] である。

- アメリカ野球殿堂にも選出された元プロ野球選手であり、大のレッドツェッペリン好きとして知られるランディ・ジョンソンと親交がある。ジョンソンは桜井の著書「世界で一番ジミー・ペイジになろうとした男」に序文を寄せている他[11]、同著の表紙の写真を撮影している[12]。

## 書籍
- 世界で一番ジミー・ペイジになろうとした男（2018年）リットーミュージック ISBN 978-4845632510

## 映画
- 『MR. JIMMY ミスター・ジミー レッド・ツェッペリンに全てを捧げた男』（2023年）